# Jepifan Kowtiuch
Jepifan Kowtiuch (ros. Епифан Ковтюх; ur. 9 maja?/21 maja 1890 w Baturynie w guberni chersońskiej, zm. 29 lipca 1938 w miejscu egzekucji Kommunarka) – rosyjski i radziecki wojskowy, komkor, ofiara czystki stalinowskiej w Armii Czerwonej.

## Życiorys
Pochodził z rodziny chłopskiej, urodził się w guberni chersońskiej, jednak jeszcze w dzieciństwie przeniósł się z rodzicami do stanicy Połtawskiej na Kubaniu. Jako nastolatek był najemnym robotnikiem u zamożnych Kozaków, pracował w fabrykach skór i cegieł.
W 1911 został powołany do armii rosyjskiej i służył w 78 Nawagińskim pułku piechoty. Był aresztowany za członkostwo w nielegalnej organizacji rewolucyjnej, ale jego proces nie odbył się z powodu wybuchu I wojny światowej. Podczas wojny walczył na froncie tureckim, w 1916 r. ukończył szkołę chorążych w Tyflisie. Został czterokrotnie odznaczony krzyżem św. Jerzego oraz medalem św. Jerzego. Dosłużył się stopnia sztabs-kapitana. Po rewolucji lutowej wszedł w skład komitetu pułkowego.
Następnie wrócił do stanicy Połtawskiej i zorganizował w niej dwie kompanie Czerwonej Gwardii, które brały udział w walkach z Kozakami występującymi po stronie białych. W marcu 1918 wstąpił do Armii Czerwonej. W lipcu-sierpniu 1918 kierował nieudaną obroną Jekaterynodaru, stolicy Północnokaukaskiej Republiki Radzieckiej, przeciwko Armii Ochotniczej. Dowodził pierwszą kolumną Armii Tamańskiej podczas jej marszu wzdłuż wybrzeża Morza Czarnego, przez Noworosyjsk do Tuapse i Armawiru, w celu połączenia z Armią Czerwoną Kaukazu Północnego pod dowództwem Iwana Sorokina. 
Między październikiem a grudniem 1918 dowodził Armią Tamańską, przejmując dowództwo po Iwanie Matwiejewie, którego Sorokin nakazał rozstrzelać za niesubordynację (dowódcy Armii Kaukazu Północnego i Armii Tamańskiej poróżnili się w sprawie dalszych działań przeciwko Armii Ochotniczej). Przeprowadzona 7 października egzekucja popularnego Matwiejewa wywołała gniew żołnierzy Armii Tamańskiej i upadek dyscypliny w niej. Siły dowodzone przez Kowtiucha zdołały jeszcze 29 października, po sześciodniowej bitwie, przełamać opór białych oddziałów Michaiła Drozdowskiego i wkroczyć do Stawropola, jednak 11 listopada zostały otoczone w mieście przez trzon sił Denikina. 14 listopada Armia Tamańska zdołała opuścić miasto i przebić się z okrążenia, ale w toku kolejnych starć faktycznie całkowicie straciła zdolność bojową.
Między wrześniem i listopadem 1919 Kowtiuch dowodził nowo sformowaną 48. Dywizją Strzelecką, następnie od grudnia 1919 do marca roku następnego – 50. Tamańską Dywizją Strzelecką. W sierpniu 1920 r. rozbił grupę desantową gen. Siergieja Ułagaja na Kubaniu. Dwukrotnie odznaczony Orderem Czerwonego Sztandaru – za udział w walkach pod Carycynem w styczniu 1920 r. i Tichoriecką w marcu tego samego roku oraz za rozbicie grupy Ułagaja. Brał udział w stłumieniu powstania w Kronsztadzie.
W listopadzie 1918 przyjęty do partii bolszewickiej. 
Skierowany na studia w Akademii Sztabu Generalnego, ukończył je w 1923 r. W sierpniu tego roku został dowódcą 22. Dywizji Strzeleckiej, w maju 1926 – dowódcą 9. Korpusu Strzeleckiego, natomiast w czerwcu 1929 – 19. Korpusu Strzeleckiego. W 1926 r. został odznaczony orderem Czerwonego Sztandaru po raz trzeci. W 1930 r. ukończył kursy dowódcze przy Akademii Wojskowo-Politycznej im. Tołmaczowa. W styczniu tego samego roku otrzymał stanowisko dowódcy 11 Korpusu Strzeleckiego. Od 1935 komkor. W lipcu 1936 został inspektorem Białoruskiego Okręgu Wojskowego.

### Oskarżenie i proces
Aresztowany i oskarżony o udział w „spisku antypaństwowym” podczas drugiej fazy stalinowskiej czystki w Armii Czerwonej, podczas pobytu w sanatorium, 10 sierpnia 1937. Donos przeciwko niemu złożył (z własnej inicjatywy) szef intendentury Armii Czerwonej Aleksandr Żylcow, wskazując go jako jednego z zaufanych komandarma Ijeronima Uborewicza (sądzonego i rozstrzelanego w tzw. sprawie Tuchaczewskiego w czerwcu 1937). Niezależnie od niego Kowtiucha obciążył jego adiutant Gładkich. Obciążające go zeznania złożył także, prawdopodobnie po torturach w śledztwie, Iwan Kutiakow, w czerwcu 1937. Śledztwo w jego sprawie prowadził osobiście szef Wydziału 1 Zarządu 3 NKWD ZSRR Nikołaj Nikołajew-Żurid. Po aresztowaniu, we wrześniu 1937, przetrzymywany w więzieniu lefortowskim Kowtiuch wysłał list z prośbą o pomoc do Michaiła Kalinina. Podczas śledztwa został wielokrotnie ciężko pobity i był poddawany torturom, przesłuchiwano go 69 razy. Mimo to nigdy nie przyznał się do stawianych mu zarzutów, odrzucił je również na formalnej rozprawie sądowej. Został skazany na śmierć 29 lipca 1938 r. przez kolegium wojskowe Sądu Najwyższego ZSRR i tego samego dnia rozstrzelany. Represjonowana była także jego żona Agata oraz dwaj synowie (starszy Walentin otrzymał wyrok pięciu lat łagru, następnie karę przedłużono, młodszego zesłano). Zrehabilitowany 22 lutego 1956 r.

## W literaturze
Marsz Armii Tamańskiej został opisany przez Aleksandra Sierafimowicza w powieści Żelazny potok; Jepifan Kowtiuch występuje w utworze jako Kożuch. Za sprawą książki stał się jednym z najsławniejszych bohaterów wojny domowej. Po jego rozstrzelaniu z kolejnych wydań książki usuwano przedmowę, w której wskazywano pierwowzór postaci Kożucha.